# Myrichthys magnificus
Myrichthys magnificus è un pesce osseo marino appartenente all'ordine Anguilliformes che fu descritta da Charles Conrad Abbott nel 1860.

## Distribuzione e habitat
Questo pesce si trova nel Pacifico centro-settentrionale ed è presente soprattutto nelle Isole Hawaii, nelle Isole Sottovento, nell'atollo Johnston e nell'atollo di Midway.
È solito nuotare in acque poco più profonde dei 200 metri, ma occasionalmente viene avvistato anche in superficie.

## Descrizione
Raggiunge una lunghezza massima di 78 cm e può avere un numero di vertebre variabile tra 177 e 183. I suoi occhi sono piccoli e il suo corpo color crema con chiazze ovali marroni o nere che sono maggiormente fitte e numerose negli esemplari più grandi.